# Ларрі Еллісон
Ло́уренс Джо́зеф «Ларрі» Еллісон (англ. Lawrence Joseph «Larry» Ellison; нар. 17 серпня 1944, Нью-Йорк) — американський підприємець, засновник і голова корпорації Oracle, найбільший акціонер компанії NetSuite Inc., початковий інвестор компанії Salesforce.com.
У 2012 році посів 3-є місце в рейтингу мільярдерів зі статком, оціненим у 41 млрд доларів США.